# Wilhelm Langerhans
Wilhelm Hermann Heinrich Langerhans (* 21. April 1816 in Berlin; † 1. April 1902 in Leipzig) war ein deutscher Reichsgerichtsrat.

## Leben
Langerhans war ein Sohn des Berliner Stadtbaurats Friedrich Wilhelm Langerhans. Der freisinnige Politiker Paul Langerhans war sein Bruder. Er ging im Berlinischen Gymnasium zum Grauen Kloster zur Schule und bestand 1831 mit Note Eins seinen Abschluss, um dann Jura und Cameralia in Berlin und Bonn zu studieren. Er trat 1836 als Auskultator beim Stadtgericht in Landsberg a. d. W.  in den preußischen Staatsdienst ein und wurde 1841 ebendort Kammergerichts-Assessor. 1851 wurde er Staatsanwalt in Frankfurt an der Oder und dort 1859 zum Appellationsgerichtsrat ernannt.
Im Jahr 1872, kurz nach Beginn des Deutschen Kaiserreichs wurde er an das Preußische Obertribunal berufen. Er stieg 1874 zum Rat des Reichsoberhandelsgerichts auf. 1879 kam er an das Reichsgericht. Dort war er Richter im III. und V. Zivilsenat. 1886 wurde er Dr. iur. h. c. der juristischen Fakultät der Universität Leipzig. Neujahr 1887 ging er in den Ruhestand. Er hatte sechs Töchter und vier Söhne. Sein ältester Sohn Max wurde Landarzt in Hankensbüttel und Celle, sein jüngster Sohn, Georg Langerhans, war der Bürgermeister, der 1906 vom Hauptmann von Köpenick festgenommen wurde. Seine Tochter Martha heiratete den Mediziner Adolf von Strümpell.

## Werke
- „Das Gesetz über die Enteignung des Grundeigenthums vom 11. Juni 1874“, zusammen mit Otto Bähr, 2 Auflagen, Berlin 1875 und 1878.
- „Meine Erinnerungen“ Manuskript 1893, gedruckt bei C. Grumbach posthum Leipzig 1903 – Neuauflage 2022, ISBN 978-3-9824799-0-3